# Девід Метісон Вокер
Девід Метісон Вокер (англ. David Mathieson Walker; 20 травня 1944 — 23 квітня 2001, Х'юстон) — американський морський офіцер і льотчик, льотчик-винищувач, льотчик-випробувач, астронавт НАСА, здійснив 4 космічних польоти.

## Біографія
1-й космічний політ Вокер здійснив у листопаді 1984 року як пілот космічного корабля «Діскавері» (STS-51-A). 2-й його політ (після вимушеної перерви у зв'язку із загибеллю «Челленджера» в 1986) був виконаний в травні 1989, Вокер взяв у ньому участь як командир екіпажу «Атлантіс» (STS-30), з борту якого була виведена автоматична міжпланетна станція «Магеллан» для досліджень Венери. У грудні 1992 здійснив свій 3-й політ на «Дискавері» (STS-53). У 4-й раз Волкер побував у космосі у вересні 1995 як командир уже «Індевора» STS-69. Всього пробув у космосі 30 днів. У квітні 1996 Волкер після відходу з НАСА став віце-президентом телефонної компанії «NOC Voice Corp». (Шт. Каліфорнія), пізніше очолив Авіафонд штату Айдахо.
Помер від раку передміхурової залози в онкологічному центрі в Х'юстоні.